# Tere Mere Beech Mein
Tere Mere Beech Mein è un brano musicale del film di Bollywood Ek Duuje Ke Liye, cantato da Lata Mangeshkar e S. P. Balasubrahmanyam, con musiche di Laxmikant-Pyarelal e testi di Anand Bakshi, pubblicato nel 1981.
Un campionamento del brano è stato usato nel singolo Toxic di Britney Spears del 2004.